# Рурутия
Рурутия (яп. ルルティア — Rurutia) — японская поп певица и автор собственных песен. Старт карьеры был дан в 2001 году с сингла 'Itoshigo yo',выпущенным студией Toshiba-EMI.
В настоящее время певица сотрудничает с Phoerix Records и к 2014 году записала 12 полноценных альбомов и 11 синглов.
Рурутия — очень закрытая личность: такие аспекты её жизни как настоящее имя или реальный возраст не известны широкой публике.
Эти факты в дополнение к тихой манере исполнения придают её творчеству уникальную мистическую атмосферу.
Псевдоним Rurutia происходит от тайского слова «rorotea», что в переводе значит «блаженный дождь».

## Дискография

### Синглы
- Itoshigo yo [愛し子よ] (6 Октября 2001)
- Lost Butterfly [ロスト バタフライ] (6 Декабря 2001)
- Yuruginai Utsukushii Mono [ゆるぎない美しいもの] (26 Июня 2002)
- Suzaku no Sora [朱雀の空] (30 Сентября 2002)
- Shine [シャイン] (22 Января 2003)
- Träumerei [トロイメライ] (29 Октября 2003)
- Primary [プライマリー] (2 Марта 2005)
- Spinel [スピネル] (21 Ноября 2005)
- Hohoemi no MARIA [微笑みのマリア] (26 Января 2006)
- Reirei Tenohira [玲々テノヒラ] (31 Мая 2006)
- Pluie [レイン] (20 Июня 2013)

### Альбомы
- R° (6 Марта 2002)

1. Elements

1. Chie no Mi/ Фрукт Познания
2. Itoshigo yo/ Моё ненаглядное дитя
3. Lost Butterfly
4. Akai Rōsoku/ Красная свеча
5. Ame no Hate/ Завершение дождя
6. Boku no Uchū Kimi no Umi/ Моя Вселенная и Твой Океан
7. Bokura no Hakoniwa/ Наш миниатюрный сад
8. Gin no Honoo/ Серебряное пламя
9. Heart Dance

- Water Forest (26 Февраля 2003)

1. Pavane

1. Suzaku no Sora/ Небо Сузаку
2. Oar
3. Hoshi no Tamashii/ Душа Звёзд
4. Sanctuary
5. Yuruginai Utsukushii Mono/ Нетронутая прекрасная вещь
6. Genwaku no Kaze/ Чарующий ветер
7. Shine
8. Michiru Mori/ Лес, полный сожалений
9. Shiki/ Сезоны

- Promised Land / プロミスト・ランド (9 Июня 2004)

1. Hallelujah
2. Neo
3. Arabesque
4. Sincere
5. Träumerei/ Фантазия
6. Giselle
7. Nagareboshi/ Падающая звезда
8. Merry
9. GOLA
10. Tsuki Sen’ichiya/ Тысяча и одна ночь
11. maururu roa/ Большое спасибо

- Meme / ミーム (13 Апреля 2005)

1. Dancing Meme
2. Tone

1. Lila ga Chitte mo/ Даже если опадёт сирень
2. Primary (Альбомная версия)
3. Signal
4. Scarlet
5. Selenite
6. Heath no Rakuen/ Рай в пустоши
7. Aoi Bara/ Синяя роза
8. Chō no Mori/ Лес бабочек
9. Cobalt no Hoshi/ Кобальтовые звёзды
10. Sleeping Meme

- 楳図かずお恐怖劇場 / Kazuo Umezu Kyōfu Gekijc (21 June 2005)

1. Chō no Mori (Версия для кинофильма)
2. Hallelujah
3. Träumerei
4. Chō no Mori
5. Chie no Mi
6. Pavane
7. Elements
8. Michiru Mori
9. Boku no Uchū Kimi no Umi
10. Bokura no Hakoniwa
11. Neo
12. Cobalt no Hoshi
13. Elements
14. Sanctuary
15. Cobalt no Hoshi (Версия для кинофильма)

- Chorion (8 Ноября 2006)

1. ABINTRA
2. Reirei Tenohira/ Midas Touch

1. Hoshi ni Hana, Hai-iro no Ame/ Цветы на звёздах, Серые дожди (Альбомная версия)
2. Mizugeshiki Hoshimoyō/ Водные пейзажи, Витраж из звёзд
3. Negai no Todoku Hi/ День, о котором мы мечтали, близится
4. Spinel
5. Time Traveler
6. Parade
7. Hohoemi no MARIA/ Улыбка Девы Марии
8. Magnolia no Joukei/ Пейзаж Магнолий
9. ABINTRA (Инструментальная версия)
10. Mizugeshiki Hoshimoyō (Инструментальная версия)
11. Negai No Todoku Hi (Инструментальная версия)
12. Spinel (Инструментальная версия)
13. Hohoemi No Maria (Инструментальная версия)

- Opus (27 June 2007)

1. Opus

1. Ryuukou/ Плавный свет
2. Mizugeshiki Hoshimoyō (Баллада)
3. Itoshigo Yo (Баллада)
4. Arabesque (Баллада)
5. Hoshi to Hane/ Звезды и Перья
6. Opus (Музыкальная шкатулка)
7. Ryuukou (Музыкальная шкатулка)

- Hyousa/氷鎖 (30 Апреля 2008)

1. Hyousa/ Ледяные цепи
2. Muyuu Ka/ Песнь Бесстрашия
3. Opus (Баллада)
4. Gin no Honoo (Баллада)
5. Hoshi no Tamashii (Баллада)
6. Reirei Tenohira (Баллада)
7. Muyuuka (Музыкальная шкатулка)
8. Hyousa(Музыкальная шкатулка)

- Seirios (27 February 2009)

1. Seirios
2. Silent Prayers
3. Opus
4. Aurora Hikou/ Полёт Авроры
5. Ryuukou
6. Muyuuka
7. LAST DAY
8. Hyousa
9. Yume Hotaru/ Мечта Светлячка
10. VOID
11. Hoshi to Hane

- Behind the blue (7 Oктября 2010)

1. Behind the blue

1. Rainbow
2. Hana Tsuzuri/ Общение с цветами
3. Yume Hotaru (Версия «ночь при свечах»)
4. Rainbow (Алегрия ремикс)
5. Behind the blue (Полуночный ремикс)
6. LAST DAY(Ремикс осенней луны)
7. Behind the blue(Инструментальная)
8. Rainbow (Инструментальная)

- RESONANCE (27 Апреля 2011)

1. RESONANCE

1. Invitation
2. Shin’ai/Глубокий синий
3. RESONANCE (Акустическая версия)
4. Invitation (Акустическая версия)
5. Shin’ai (Баллада)
6. RESONANCE (Инструментальная)
7. Invitation(Инструментальная)
8. Shin’ai(Инструментальная)

- Node From R (5 September 2012)

1. Apeture
2. The Name Of Anger
3. Mystic Pendulum
4. Behind the blue
5. Spectrum
6. Invitation
7. In The Majority
8. Shin’ai
9. Iris
10. I Keep On Lovin' you
11. Rainbow
12. Mystic Pendulum ~ Версия Вуаль Ра’сти ~
13. Hitotsubu no Tomoshibi/ Одинокое зерно света
14. RESONANCE
15. Lullaby